# Adam Ruckwood
Adam Ruckwood (Birmingham, Inglaterra, 13 de septiembre de 1974) es un nadador retirado especializado en pruebas de estilo espalda. Fue bronce europeo en 200 metros espalda durante el Campeonato Europeo de Natación de 1995.
Representó a Reino Unido en los Juegos Olímpicos de Barcelona 1992, Atlanta 1996 y Sídney 2000.

## Palmarés internacional
| Campeonato Europeo de Natación | Campeonato Europeo de Natación | Campeonato Europeo de Natación | Campeonato Europeo de Natación |
| Año                            | Lugar                          | Medalla                        | Prueba                         |
| ------------------------------ | ------------------------------ | ------------------------------ | ------------------------------ |
| 1995                           | Viena ( Austria)               | Medalla de bronce              | 200 m espalda                  |